# Ulee Rubek Timur
Ulee Rubek Timur is een bestuurslaag in het regentschap Aceh Utara van de provincie Atjeh, Indonesië. Ulee Rubek Timur telt 1074 inwoners (volkstelling 2010).